# Ne hagyj nyomot!
A Ne hagyj nyomot! (eredeti cím: Leave No Trace) 2018-ban bemutatott amerikai film, amelyet Debra Granik rendezett.
A forgatókönyvet Debra Granik és Anne Rosellini írta. A producerei Anne Harrison, Linda Reisman és Anne Rosellini. A főszerepekben Ben Foster, Thomasin McKenzie, Jeff Kober, Dale Dickey és Dana Millican láthatók. A film zeneszerzője Dickon Hinchliffe. A film gyártója a Bron Studios, a Topic Studios, a Harrison Productions, a Reisman Productions és a Still Rolling Productions, forgalmazója a Bleecker Street. Műfaja filmdráma.
Amerikában 2018. június 29-én mutatták be a mozikban.

## Szereplők
| Szereplő                    | Színész               | Magyar hang        |
| --------------------------- | --------------------- | ------------------ |
| Will                        | Ben Foster            | Zámbori Soma       |
| Tom                         | Thomasin McKenzie     | Bartus Emese       |
| Mr. Walters                 | Jeff Kober            | Törköly Levente    |
| Dale                        | Dale Dickey           | Horváth Zsuzsa     |
| Jean                        | Dana Millican         | Szinetár Dóra      |
| James                       | Michael Prosser       | Kapácsy Miklós     |
| Larry                       | Derek Dresher         | Dolmány Attila     |
| Isaiah                      | Isaiah Stone          | Boldog Gábor       |
| Felkészítő                  | Jacob Johnson         | Hamvas Dániel      |
| Kamionsofőr                 | Art Hickman           | Kárpáti Levente    |
| Blane                       | David M. Pittman      | Sarádi Zsolt       |
| Susan                       | Susan Chernak McElroy | Menszátor Magdolna |
| További magyar hangok       |                       |                    |
| Boldog Emese, Hermann Lilla |                       |                    |